# Genoveva av Paris

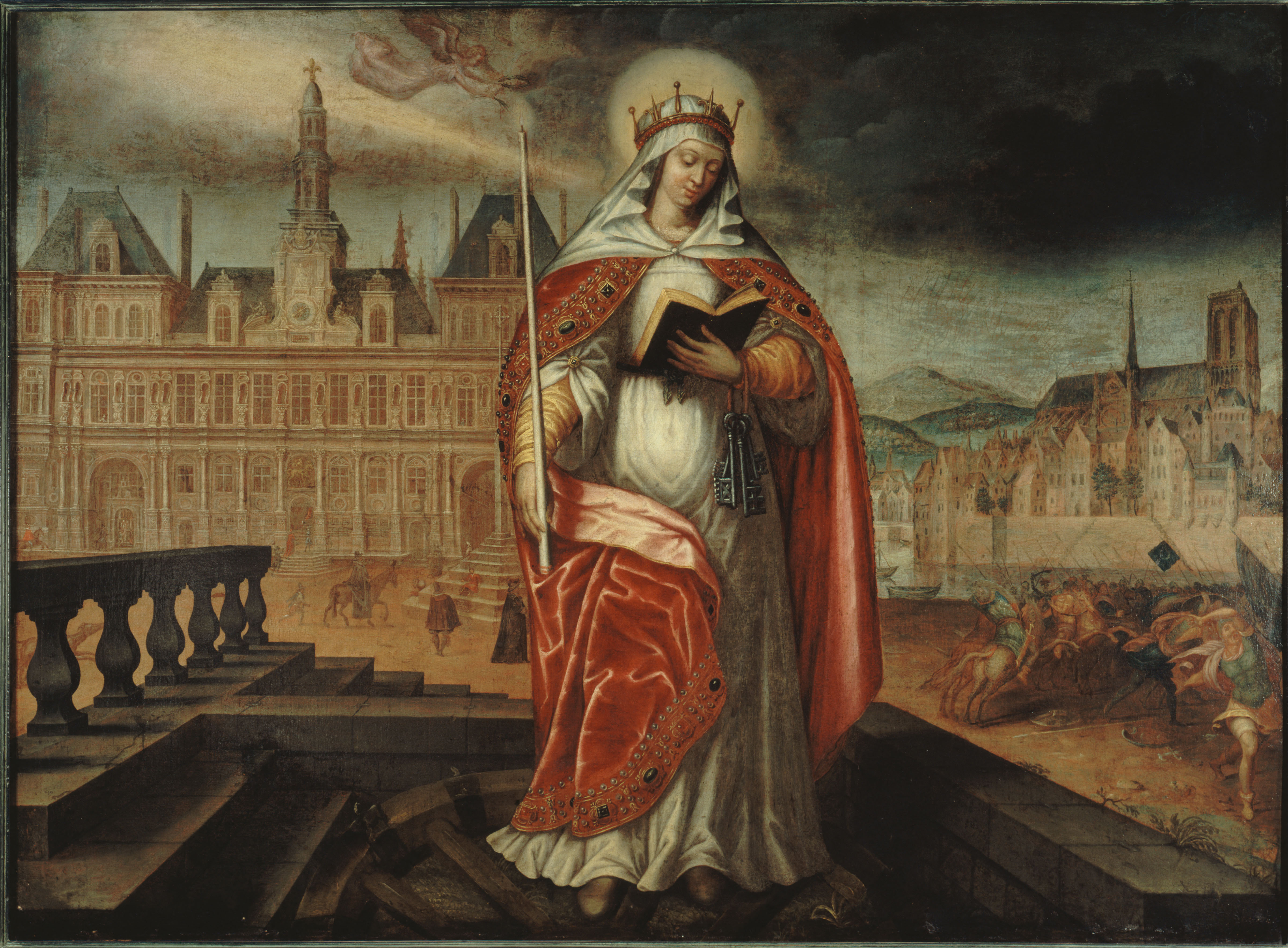
Genoveva av Paris.

Sankta Genoveva (franska Geneviève), ofta kallad Genoveva av Paris för att skilja henne från Genoveva av Brabant, född omkring 423, död 502 eller 512 och, var ett franskt helgon, staden Paris skyddshelgon.
Enligt legenden utförde Genoveva redan i sin barndom flera mirakel och uppges sedan genom ett brödunder ha räddat Paris från hungersnöd under Attilas hotande anfall 451. Genoveva begravdes i den efter henne, sedan hennes grav tillskrivits undergörande verkan, uppkallade kyrkan Sainte-Geneviève i Paris. Hennes reliker vördas i kyrkan Saint-Étienne-du-Mont i Paris.
Hennes festdag firas den 3 januari, men återfinns sällan i skandinaviska kalendarier. Legenden om henne finns dock bland annat med i Ett fornsvenskt legendarium (Utgivet 1874). Den upptar många mirakel, särskilt ett mycket populärt om att slocknade ljus tänds igen vid böner till Genoveva.
Genoveva framställs som herdeflicka med brinnande fackla och beskyddar mot ögonsjukdomar, krig och pest. Efter Genoveva uppkallades kongregationer, en manlig och en kvinnlig; den förra känd för vetenskaplig verksamhet, den senare ägnad åt sjuk- och ungdomsvård. De upplöstes båda i samband med franska revolutionen 1789.